# Хари Кејн
Хари Едвард Кејн (енгл. Harry Edward Kane; Чингфорд, 28. јул 1993) јесте енглески фудбалер који тренутно игра за Бајерн Минхен и репрезентацију Енглеске.

## Клупска каријера
За први тим Тотенхема дебитовао је 25. августа 2011. у Лиги Европе у мечу против шкотског Хартса. Пре него што је успео да се наметне као стандардни део првог тима био је на позајмицама у Лејтон оријенту, Милволу, Норичу и Лестеру.
Стандардни члан екипе Тотенхема постао је у сезони 2014/15, и у њој је постигао 31 гол, од тога је 21 гол дао у Премијер лиги. Био је најбољи стрелац Премијер лиге у сезонама 2015/16. и 2016/17. и у обе сезоне помогао је тиму да се пласира у Лигу шампиона. Шест пута је проглашен за најбољег играча месеца у Премијер лиги, а биран је и у најбољи тим Лиге у свакој од своје последње три сезоне. Постигао је преко 100 голова за Тотенхем и тренутно је девети најбољи стрелац клуба свих времена.

## Репрезентативна каријера
Играо је за млађе селекције репрезентације Енглеске узраста до 17, 19, 20 и 21 године. Први сениорски репрезентативни гол постигао је 25. марта 2015. Био је члан тима на Европском првенству 2016. Гардијан га је изабрао за петог најбољег фудбалера на свету у 2017. години.

## Успеси

### Тотенхем хотспур
- Лига куп Енглеске : финале 2014/15,[3] 2020/21.[4]
- Лига шампиона : финале 2018/19.[5]

### Бајерн Минхен
- Бундеслига (1) : 2024/25.[6]
- Суперкуп Немачке (1) : 2025.

### Индивидуални
- Најбољи млади фудбалер Милвола (1) : 2011/12.
- Најбољи играч месеца у Премијер лиге (6) : јануар 2015, фебруар 2015, март 2016, фебруар 2017, септембар 2017, децембар 2017.
- Најбољи тим Премијер лиге (3) : 2014/15, 2015/16, 2016/17.
- Најбољи млади играч Премијер лиге (1) : 2014/15.
- Најбољи фудбалер Тотенхем хотспура (1) : 2014/15.
- Најбољи стрелац Премијер лиге (3) : 2015/16, 2016/17, 2020/21.[7]
- Најбољи играч Премијер лиге по избору навијача (1) : 2016/17.[8]
- Најбољи енглески фудбалер (1) : 2017.[9]
- Најбољи стрелац Бундеслиге (2) : 2023/24, 2024/25.
- Најбољи стрелац Лиге шампиона (1) : 2023/24.